# نظام تحذير الشمال

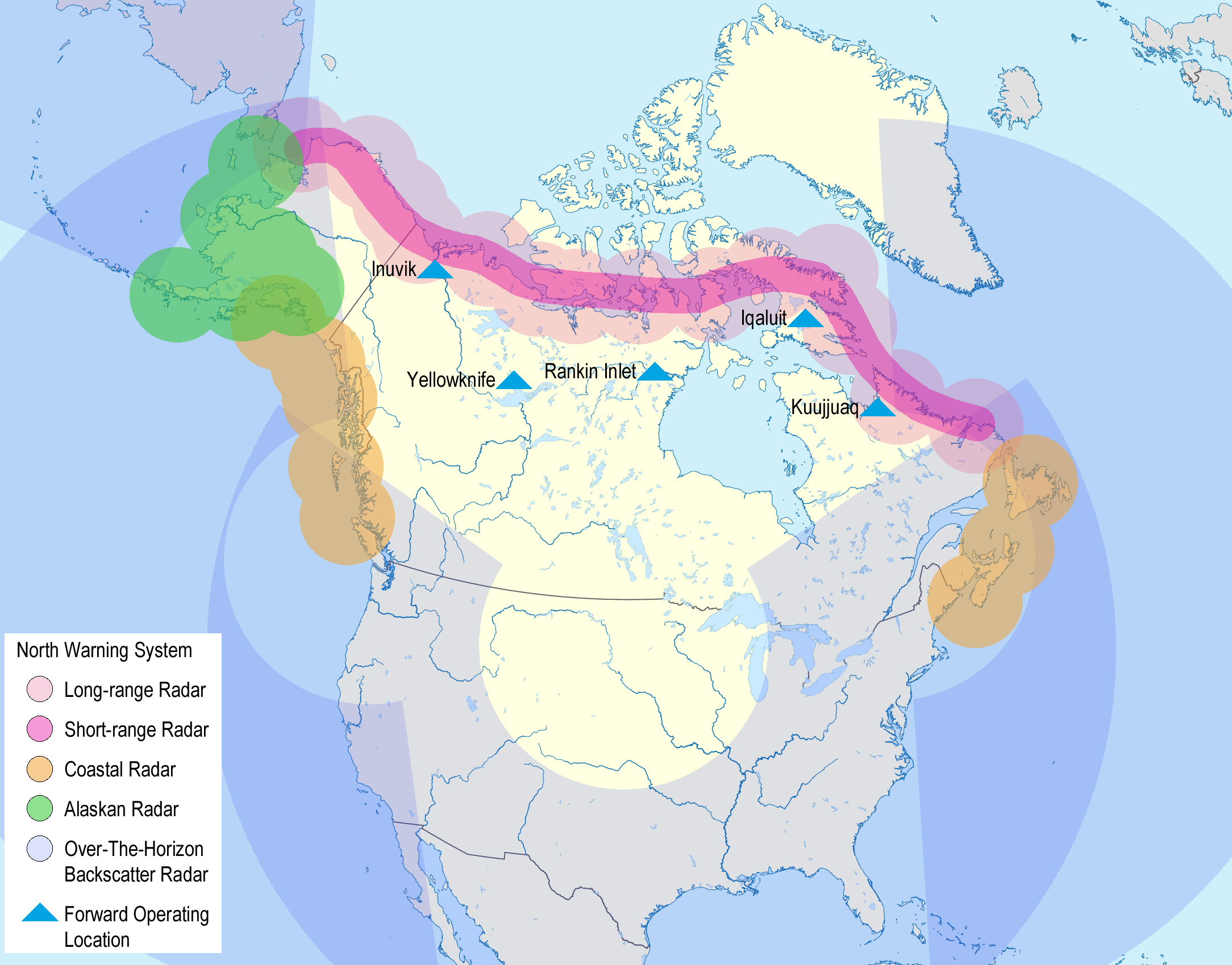
نظام تحذير الشمال

نظام تحذير الشمال هو نظام رادار مشترك للإنذار المبكر للولايات المتحدة وكندا بقيادة الدفاع الجوي لأمريكا الشمالية حيث يوفر مراقبة المجال الجوي من التوغلات المحتملة أو الهجمات من جميع أنحاء المنطقة القطبية في أمريكا الشمالية وقد حل محل نظام خط الإنذار المبكر البعيد في أواخر الثمانينات.

## نظرة عامة
يتكون نظام تحذير الشمال من رادارات مراقبة بعيدة المدى ورادارات مراقبة قصيرة المدى تشغلها وتديرها قيادة الدفاع الجوي لأمريكا الشمالية حيث يتحكم مركز ألاسكا الإقليمي لمراقبة العمليات حيث تتحكم مراكز مراقبة العمليات الإقليمية في كندا الشمالية الشرقية وكندا الغربية في أونتاريو ومن ثم يتم نقل المعلومات إلى مركز عمليات القتال في كولورادو سبرينغز بولاية كولورادو.

## أنظر أيضًا
- خط التحذير المبكر البعيد